# Теория Большого взрыва (сезон 12)
Двенадцатый сезон американского телевизионного ситкома «Теория Большого взрыва» вышел на канале CBS 24 сентября 2018 года. Показ сезона, состоящего из 24 эпизодов, завершился 16 мая 2019 года.

## В ролях
- Джонни Галэки — доктор Леонард Хофстедтер
- Джим Парсонс — доктор Шелдон Купер
- Кейли Куоко — Пенни
- Саймон Хелберг — Говард Воловиц
- Кунал Найяр — доктор Раджеш «Радж» Кутраппали
- Маим Бялик — доктор Эми Фарра Фаулер
- Мелисса Ройч — доктор Бернадетт Ростенковски-Воловиц
- Кевин Зусман — Стюарт Блум

## Эпизоды
| № общий | № в сезоне | Название                                                       | Режиссёр        | Автор сценария | Дата премьеры    | Произв. код | Зрители в США (млн) |
| --- | ---------- | -------------------------------------------------------------- | --------------- | --- | ---------------- | ----------- | ------------------- |
| 256 | 1          | «Супружеская конфигурация» «The Conjugal Configuration»        | Марк Сендроуски | Сюжет : Чак Лорри и Эрик Каплан и Тара Эрнандес Телесценарий : Стив Холланд и Мария Феррари и Джереми Хоув                                                                           | 24 сентября 2018 | T12.16001   | 12.92               |
| Шелдон и Эми сталкиваются со сложностями в их медовый месяц, а Пенни и Леонард начинают замечать, что они ужасно напоминают родителей Эми. У Раджеша возникает конфликт с физиком Нилом де Грассом Тайсоном, который перерастает в Twitter-войну.                                                                              |            |                                                                |                 | |                  |             |                     |
| 257 | 2          | «Свадебный подарок с червоточиной» «The Wedding Gift Wormhole» | Марк Сендроуски | Сюжет : Стив Холланд и Стивен Моларо и Мария Феррари Телесценарий : Дэйв Гоетч и Эрик Каплан и Энди Гордон                                                                           | 27 сентября 2018 | T12.16002   | 12.04               |
| Шелдон и Эми ломают мозг в попытках понять, в чем смысл «прекрасного подарка», который Леонард и Пенни подарили им на свадьбу. Кроме того, Раджеш решает остепениться и просит отца найти ему невесту. |            |                                                                |                 | |                  |             |                     |
| 258 | 3          | «Калькуляция деторождения» «The Procreation Calculation»       | Марк Сендроуски | Сюжет : Чак Лорри и Тара Эрнандес и Адам Фаберман Телесценарий : Стив Холланд и Мария Феррари и Энтони Дель Брокколо                                                                 | 4 октября 2018   | T12.16003   | 12.29               |
| Жизнь Воловицей осложняется, когда Стюарт начинает приводить свою новую подругу в дом. Кроме того, Пенни и Леонард рассказывают о том, как начать семью, а Кутраппали рассматривает брак по расчету. |            |                                                                |                 | |                  |             |                     |
| 259 | 4          | «Турбулентность Тэма» «The Tam Turbulence»                     | Марк Сендроуски | Сюжет : Стив Холланд и Стивен Моларо и Мария Феррари Телесценарий : Дэйв Гоетч и Эрик Каплан и Джереми Хоув                                                                          | 11 октября 2018  | T12.16004   | 12.94               |
| Шелдон навещает своего друга детства Тэма. |            |                                                                |                 | |                  |             |                     |
| 260 | 5          | «Столкновение в планетарии» «The Planetarium Collision»        | Марк Сендроуски | Сюжет : Эрик Каплан и Энди Гордон и Алекс Эйерс Телесценарий : Стив Холланд и Мария Феррари и Тара Эрнандес                                                                          | 18 октября 2018  | T12.16005   | 12.22               |
| Когда Эми не успевает с работой над суперасимметрией, Шелдон делает все возможное, чтобы обеспечить ей возможность работать с ним, даже если это скажется на ее карьере. В это время Раджеш и Говард тоже переживают непростые времена из-за нежелания Раджа, чтобы Говард присоединился к нему в проведении шоу в планетарии. |            |                                                                |                 | |                  |             |                     |
| 261 | 6          | «Имитация возмущения» «The Imitation Perturbation»             | Марк Сендроуски | Сюжет : Стив Холланд и Мария Феррари и Тара Эрнандес Телесценарий : Эрик Каплан и Джереми Хоув и Адам Фаберман                                                                       | 25 октября 2018  | T12.16006   | 12.99               |
| Когда Воловиц одевается как Шелдон на Хэллоуин, Шелдон ищет возмездия на вечеринке Леонарда и Пенни в Хэллоуин. Кроме того Леонард потрясен тем, что Пенни не помнит их первого поцелуя. |            |                                                                |                 | |                  |             |                     |
| 262 | 7          | «Назначение гранта» «The Grant Allocation Derivation»          | Марк Сендроуски | Сюжет : Эрик Каплан и Энтони Дель Брокколо и Алекс Йонкс Телесценарий : Стив Холланд и Дэйв Гоетч и Мария Феррари                                                                    | 1 ноября 2018    | T12.16007   | 12.64               |
| Леонард оказывается между молотом и наковальней, когда ему поручают распределение дополнительных денег на гранты. Бернадетт организует укрытие в детском домике на заднем дворе. |            |                                                                |                 | |                  |             |                     |
| 263 | 8          | «Осуществление отклонения» «The Consummation Deviation»        | Марк Сендроуски | Сюжет : Чак Лорри и Стив Холланд и Мария Феррари Телесценарий : Эрик Каплан и Энди Гордон и Адам Фаберман                                                                            | 8 ноября 2018    | T12.16008   | 12.85               |
| Шелдон пытается сблизиться с отцом Эми, но когда Воловиц отвлекает внимание мистера Фаулера с помощью магических трюков, у Шелдона нет другого выхода, кроме как сблизиться с миссис Фаулер. Кроме того, Кутраппали и Ану пытаются перейти на физический уровень своих отношений в первый раз.                                 |            |                                                                |                 | |                  |             |                     |
| 264 | 9          | «Отрицание цитирования» «The Citation Negation»                | Кристи Сесил    | Сюжет : Эрик Каплан и Тара Эрнандес и Джереми Хоув Телесценарий : Стив Холланд и Дэйв Гоетч и Мария Феррари                                                                          | 15 ноября 2018   | T12.16009   | 12.56               |
| Шелдон и Эми ужасно себя чувствуют, после того, как узнают из русской книги, что исследование на тему суперасимметрии уже опубликовано. Одержимая выигрывать Бернадетт просит Дениз, подругу Стюарта, научить ее обыгрывать Говарда в популярной видеоигре.                                                                    |            |                                                                |                 | |                  |             |                     |
| 265 | 10         | «Видеомагнитофонное озарение» «The VCR Illumination»           | Марк Сендроуски | Сюжет : Стив Холланд и Стивен Моларо и Билл Прэди Телесценарий : Мария Феррари и Энди Гордон и Джереми Хоув                                                                          | 6 декабря 2018   | T12.16010   | 12.52               |
| Старая VHS-кассета из прошлого Шелдона вдохновляет его и Эми не сдаваться, когда они все еще чувствуют, что их теория не подтверждается. |            |                                                                |                 | |                  |             |                     |
| 266 | 11         | «Пейнтбольное распыление» «The Paintball Scattering»           | Марк Сендроуски | Сюжет : Мария Феррари и Тара Эрнандес и Адам Фаберман Телесценарий : Стив Холланд и Эрик Каплан и Энтони Дель Брокколо                                                               | 3 января 2019    | T12.16011   | 12.80               |
| Шелдон и Эми получают место в элитной столовой института для ценных сотрудников, а также серию интервью. Парни приглашают своих девушек поиграть в пейнтбол, а Дениз делает Стюарту намёки. |            |                                                                |                 | |                  |             |                     |
| 267 | 12         | «Предложение размножения» «The Propagation Proposition»        | Марк Сендроуски | Сюжет : Чак Лорри и Стив Холланд и Джереми Хоув Телесценарий : Мария Феррари и Дэйв Гоетч и Эрик Каплан                                                                              | 10 января 2019   | T12.16012   | 13.53               |
| Зак - бывший Пенни - приглашает её и Леонарда на ужин на своей яхте, чтобы сделать Леонарду личное предложение. Радж пытается помириться с Ану. |            |                                                                |                 | |                  |             |                     |
| 268 | 13         | «Поляризация подтверждения» «The Confirmation Polarization»    | Марк Сендроуски | Сюжет : Эрик Каплан и Энди Гордон и Энтони Дель Брокколо Телесценарий : Стив Холланд и Мария Феррари и Тара Эрнандес                                                                 | 17 января 2019   | T12.16013   | 13.32               |
| Физики-экспериментаторы подтверждают теорию Шелдона и Эми о супреассиметрии, что пахнет Нобелевской премией, но вот кому именно она достанется. Бернадетт выводит свой проект на новый уровень и хочет включить Пенни в команду.                                                                                               |            |                                                                |                 | |                  |             |                     |
| 269 | 14         | «Появление метеорита» «The Meteorite Manifestation»            | Марк Сендроуски | Сюжет : Чак Лорри и Стив Холланд и Мария Феррари Телесценарий : Эрик Каплан и Тара Эрнандес и Джереми Хоув                                                                           | 31 января 2019   | T12.16014   | 13.66               |
| Новый сосед Говарда и Бернадетт вынуждает их натравить на него Шелдона, но не станут ли они сами такой же жертвой. Берт обнаруживает в метеорите органические следы и просит Раджеша о консультации, что приводит к тому, что Стюарт и Дениз оказываются последними людьми на Земле.                                           |            |                                                                |                 | |                  |             |                     |
| 270 | 15         | «Донорские колебания» «The Donation Oscillation»               | Марк Сендроуски | Сюжет : Билл Прэди и Джереми Хоув и Адам Фаберман Телесценарий : Стив Холланд и Дэйв Гоетч и Мария Феррари                                                                           | 7 февраля 2019   | T12.16015   | 13.97               |
| Леонарду пришло время выполнить своё обещание Заку, к зависти Шелдона и недовольству Пенни. Говард хочет устроить мужские выходные, но вступает в спор с женой. |            |                                                                |                 | |                  |             |                     |
| 271 | 16         | «Воронка игры «Dungeons & Dragons»» «The D & D Vortex»         | Марк Сендроуски | Сюжет : Стив Холланд и Мария Феррари и Энтони Дель Брокколо Телесценарий : Эрик Каплан и Энди Гордон и Тара Эрнандес                                                                 | 21 февраля 2019  | T12.16016   | 13.48               |
| Приглашение Шелдона на шоу Профессора Протона перерастает в попытки попасть в Подземелья и Драконы со знаменитостями. |            |                                                                |                 | |                  |             |                     |
| 272 | 17         | «Оценивание на конференции» «The Conference Valuation»         | Марк Сендроуски | Сюжет : Чак Лорри и Стивен Моларо и Эрик Каплан Телесценарий : Стив Холланд и Мария Феррари и Джереми Хоув                                                                           | 7 марта 2019     | T12.16017   | 12.99               |
| Бернадетт и Пенни отправляются в командировку, где Пенни получает предложение о работе. Говард остаётся с детьми, а Эми, с их помощью, проводит эксперимент над Шелдоном. |            |                                                                |                 | |                  |             |                     |
| 273 | 18         | «Собрание лауреатов» «The Laureate Accumulation»               | Марк Сендроуски | Сюжет : Стив Холланд и Адам Фаберман и Дэвид Зальцберг Телесценарий : Дэйв Гоетч и Эрик Каплан и Мария Феррари                                                                       | 4 апреля 2019    | T12.16018   | 12.22               |
| Начинается время пиара среди кандидатов на Нобелевскую премию. Физики-экспериментаторы ходят на ток-шоу, а Шелдон и Эми делают упор на научное сообщество, собрать которое помогает Леонард. Стюарт помогает Бернадетт нарисовать книгу для детей по рассказу Говарда.                                                         |            |                                                                |                 | |                  |             |                     |
| 274 | 19         | «Лишение вдохновения» «The Inspiration Deprivation»            | Марк Сендроуски | Сюжет : Эрик Каплан и Мария Феррари и Энди Гордон Телесценарий : Стив Холланд и Энтони Дель Брокколо и Тара Эрнандес                                                                 | 18 апреля 2019   | T12.16019   | 11.44               |
| После истерики на приёме, Шелдона и Эми вызывают в отдел кадров, чтобы они "закрыли вякалки". Говард возвращается к своим молодым годам и покупает скутер. |            |                                                                |                 | |                  |             |                     |
| 275 | 20         | «Реверберация решения» «The Decision Reverberation»            | Марк Сендроуски | Сюжет : Стивен Моларо и Стив Холланд и Тара Эрнандес Телесценарий : Эрик Каплан и Мария Феррари и Джереми Хоув                                                                       | 25 апреля 2019   | T12.16020   | 11.84               |
| Леонард начинает делать то, чего хочет он, а не окружающие, что вызывает волнения у Шелдона и Пенни. Слова Раджа вырывают из контекста выставляя его конспирологом. |            |                                                                |                 | |                  |             |                     |
| 276 | 21         | «Раскол из-за плагиата» «The Plagiarism Schism»                | Никки Лорри     | Сюжет : Эрик Каплан и Мария Феррари и Адам Фаберман Телесценарий : Стив Холланд и Дэйв Гоетч и Тара Эрнандес                                                                         | 2 мая 2019       | T12.16021   | 12.48               |
| Борьба за Нобелевскую премию вступает в фазу компроматов и подковёрных интриг. Леонард и Шелдон меняются местами в вопросах морали. |            |                                                                |                 | |                  |             |                     |
| 277 | 22         | «Примирение с матерью» «The Maternal Conclusion»               | Кристи Сесил    | Сюжет : Стив Холланд и Эрик Каплан и Джереми Хоув Телесценарий : Мария Феррари и Энди Гордон и Энтони Дель Брокколо                                                                  | 9 мая 2019       | T12.16022   | 12.59               |
| Бернадетт и Говард вынуждают Стюарта действовать решительно ради себя и своей девушки. Мать Леонарда прилетает, чтобы провести время со своим сыном. А Раджешу получает свою романтическую сцену. |            |                                                                |                 | |                  |             |                     |
| special1 | TBA        | «Unraveling the Mystery: A Big Bang Farewell»                  | Чак Лорри       | Чак Лорри и Стивен Моларо и Стив Холланд | 16 мая 2019      | T12.16026   | 11.61               |
| 278 | 23         | «Константа перемен» «The Change Constant»                      | Марк Сендроуски | Чак Лорри и Стив Холланд и Стивен Моларо и Билл Прэди и Дэйв Гоетч и Эрик Каплан и Мария Феррари и Энди Гордон и Энтони Дель Брокколо и Тара Эрнандес и Джереми Хоув и Адам Фаберман | 16 мая 2019      | T12.16023   | 18.52               |
| Леонард получает сатисфакцию за все годы с Шелдоном, пока все ждут решения Нобелевского комитета. Редж изменяет стиль Эми. Говард и Бернадетт становятся лучшими друзьями нобелевских лауреатов. |            |                                                                |                 | |                  |             |                     |
| 279 | 24         | «Стокгольмский синдром» «The Stockholm Syndrome»               | Марк Сендроуски | Чак Лорри и Стив Холланд и Стивен Моларо и Билл Прэди и Дэйв Гоетч и Эрик Каплан и Мария Феррари и Энди Гордон и Энтони Дель Брокколо и Тара Эрнандес и Джереми Хоув и Адам Фаберман | 16 мая 2019      | T12.16024   | 18.52               |
| Пенни меняет гардероб и бросает алкоголь. Шелдон вот-вот получит Нобелевскую премию, но лишится друзей. |            |                                                                |                 | |                  |             |                     |

Также был выпущен заключительный специальный выпуск.